# 藤井環
藤井 環（ふじい たまき、7月10日 - ）は、日本の女性声優、女優、歌手。神奈川県出身。血液型はA型。

## 経歴
高校時代は合唱部と放送委員会に所属し、放送委員会で朗読やアナウンスを学ぶ。2014年、2年生のときに第29回神奈川県高等学校総合文化祭放送部門朗読劇部門で5位に入賞し、全国大会へ進んでいる。2015年、3年生のときには第62回NHK杯全国高校放送コンテスト神奈川県大会朗読部門で5位に入賞し、第62回NHK杯全国高校放送コンテスト全国大会朗読部門で入選を果たした。
同年の第4回全日本声優コンテスト『声優魂』でも、24名の最終選考まで残った。
高校卒業後は洗足学園音楽大学声優アニメソングコースに進学し、演技や歌、ナレーション等を学び、卒業した。
2018年3月より2019年8月まで、ターゲット・エンタテインメントによるガールズユニット「L.F.O.」で「TAMAKI」としても活動。
2019年から2年間、プロダクション・エースに所属していたが、2021年4月末をもって退所し、現在はフリーランスで活動する。

## 人物
特に10代〜20代の女性の役を得意とする。
趣味は、歌うこと、アニメ、漫画、舞台、映画、エレクトーン。特技は、工作、お姫様抱っこをすること。

## 出演
太字はメインキャラクター。

### Webアニメ
- 虫籠のカガステル（2020年）[9]

### ゲーム
- CharadeManiacs（2018年）[10]
- ポケットモンスター ソード・シールド（2019年、スタジアム歓声役および楽曲内の応援歌）[11]
- Pokémon LEGENDS アルセウス（2022年、主人公〈女〉[12]）

### CD
- 堀江美都子デビュー50周年記念カバーアルバム「One Voice」（2020年、コーラス）[13]

### 舞台
2017年
- 箱庭 音楽朗読劇「想稿・銀河鉄道の夜」（カムパネルラ）
- 第6回箱庭公演 音楽朗読劇「あらしのよるに」（メイ）

2018年
- 東京シティバレエ団 “セリフ付き”バレエ「白鳥の湖」（声のアンサンブル）
- 箱庭第7回公演 音楽朗読劇「DOLL」（みどり）

2020年
- 「晦冥のソナタ」（パーズ）
- 劇団ココア 特別公演「similar」（ミサキ）

2021年
- 劇団ココア 二大悲劇「プロとコントラ」（シャーロット）
- 劇団ココア 時計シリーズ「水時計」（橘そら）
- 劇団ココア 演劇祭り2021「Masquerade」（ミス・ベアトリス）

2022年
- 劇団ココア第25回公演「笑う門には猫来る」（猫神）